# 尾針神社

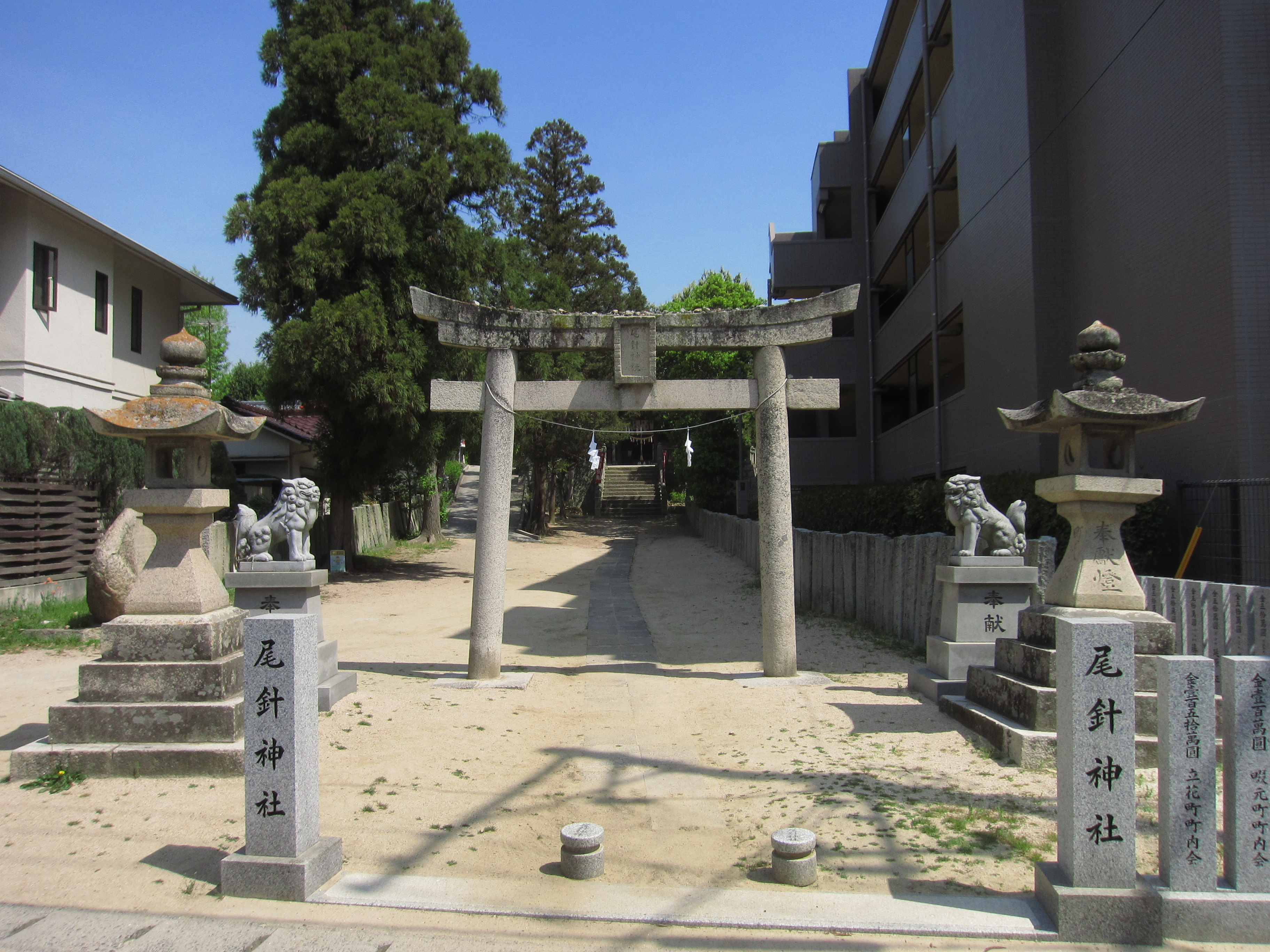
鳥居

尾針神社（おはりじんじゃ）は、岡山県岡山市北区にある神社。式内社論社で、旧社格は村社。

## 祭神
主祭神
- 天火明命 （あめのほあかりのみこと） - 尾張氏の祖神

配祀神
- 大気都比売命 （おおげつひめのみこと）

祭神について、『吉備温故秘録』は尾綱根命や日本武尊とする説を挙げている。

## 歴史
岡山市街地の東西方の丘上に鎮座する。社殿背後には磐境とされる巨石群が残っているほか、丘の東斜面からは土師器・須恵器が出土しており、古くから生活が営まれていたことがうかがわれる。
創建は不詳であるが、一帯は古くは「吉備国御野郡伊福郷」と称され、伊福部連（尾張連の一族）の居住地であったという。そしてその祖神・天火明命を祀ったことに始まるとされている。付近には同じく尾張氏ゆかりの式内社・尾治針名真若比咩神社が鎮座することから尾張氏との関係が示唆されており、伊福部氏が尾張から西遷したとする説や、逆に吉備から尾張へ尾張氏が東遷していったという説がある。
平安時代中期の『延喜式神名帳』には「備前国御野郡 尾針神社」と式内社の記載があるが、当社はその論社とされている。江戸時代には式内社の所在不明となっていたといい、当時の文献では酒折宮（現 岡山神社）の社地が元の境内と記すものもある。現在も岡山神社の末社の内に尾針神社が祀られており、論社のもう1つとされている。
明治初年までは「栗岡宮」と呼ばれていたという。明治に入り「尾針神社」と改称した。近代社格制度においては村社に列した。

## 境内

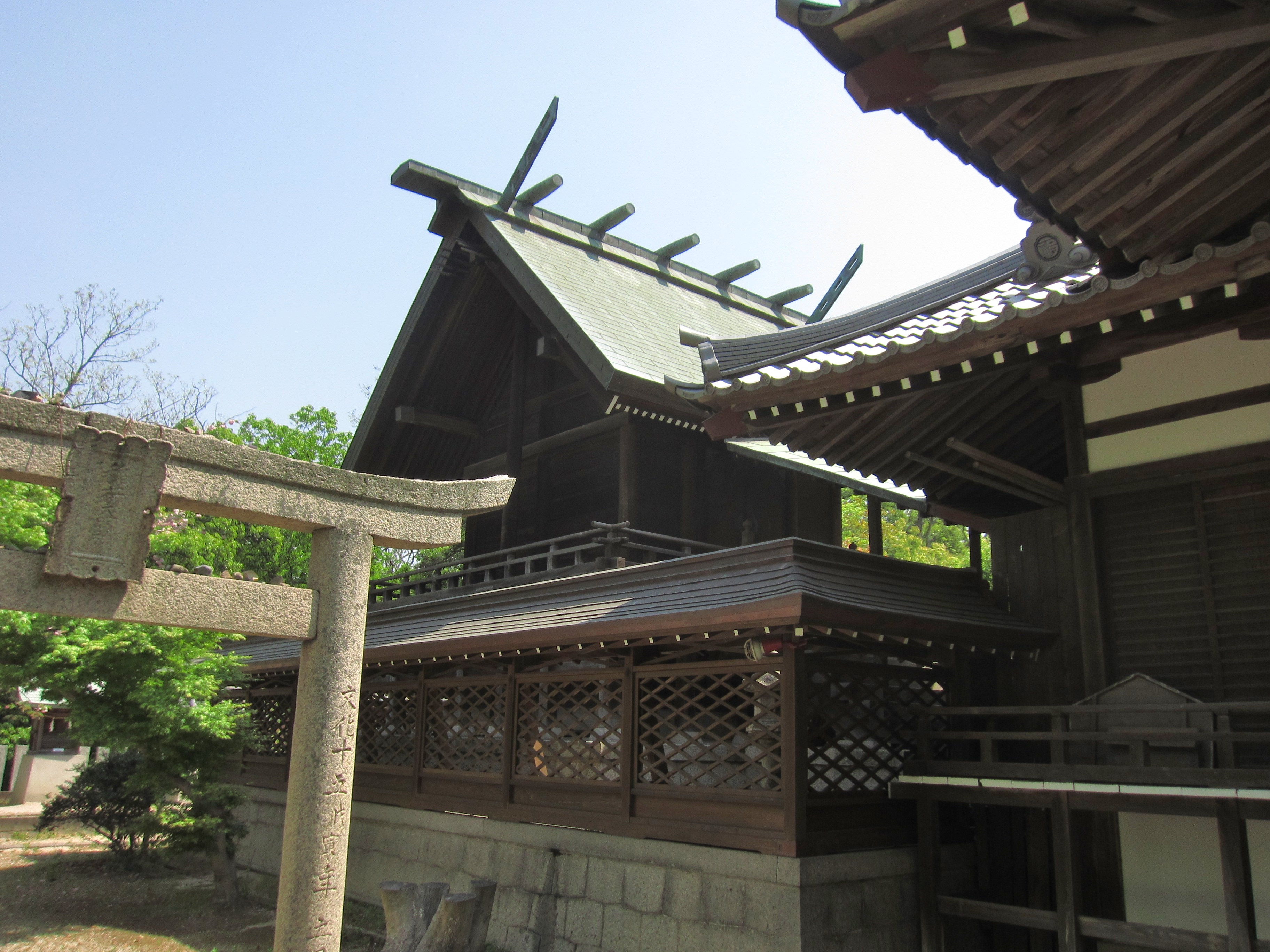
本殿
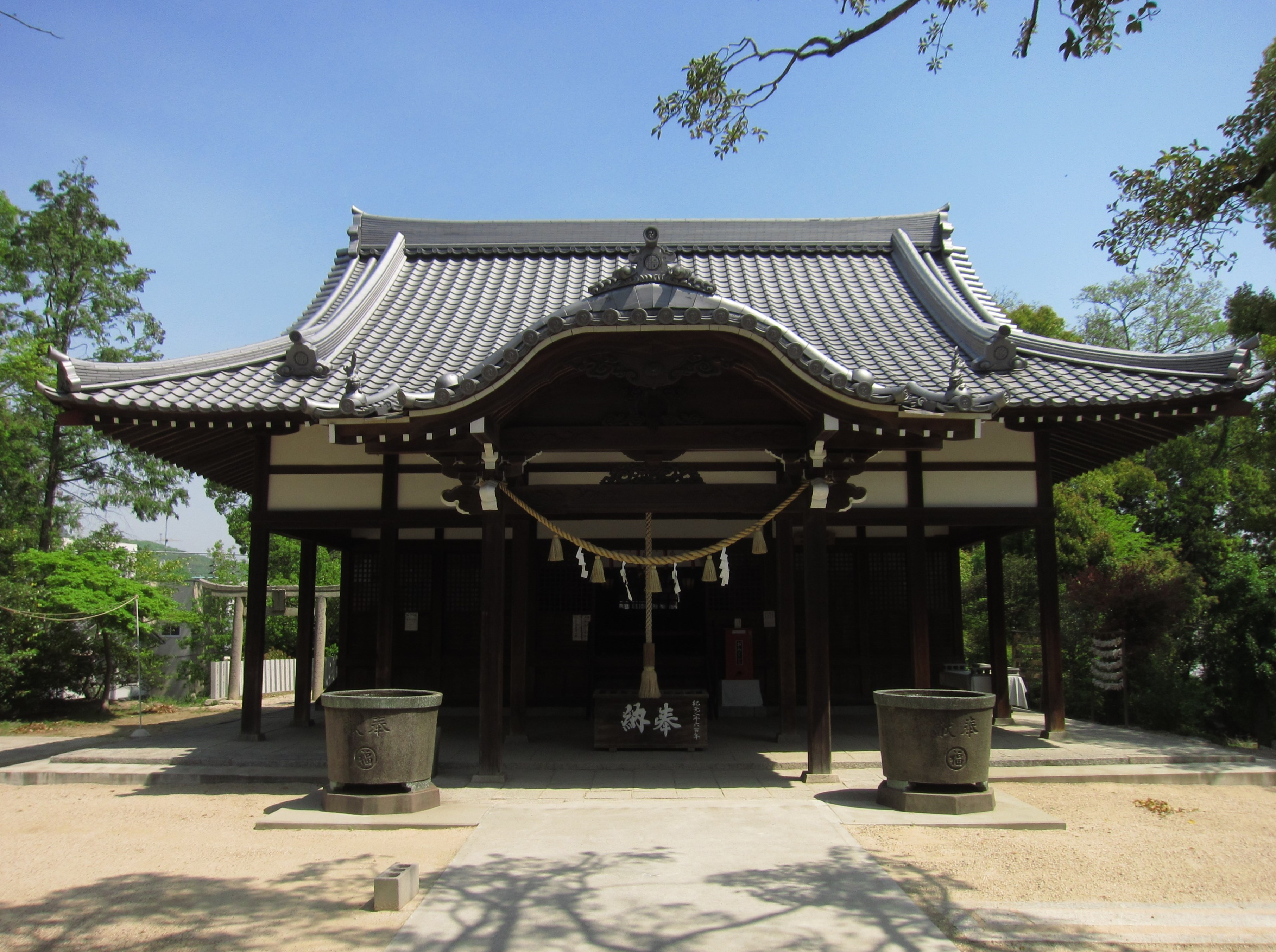
拝殿

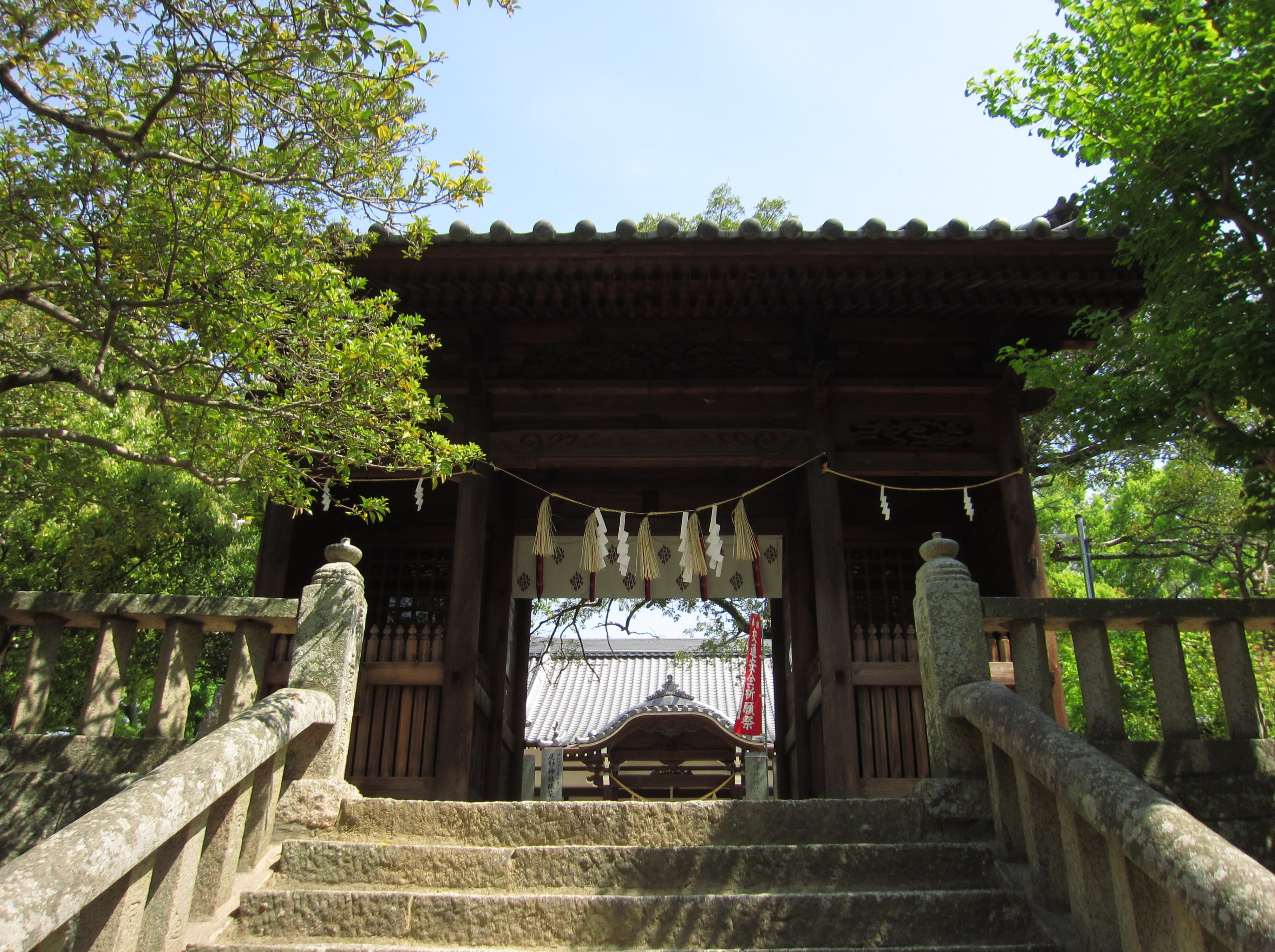
神門
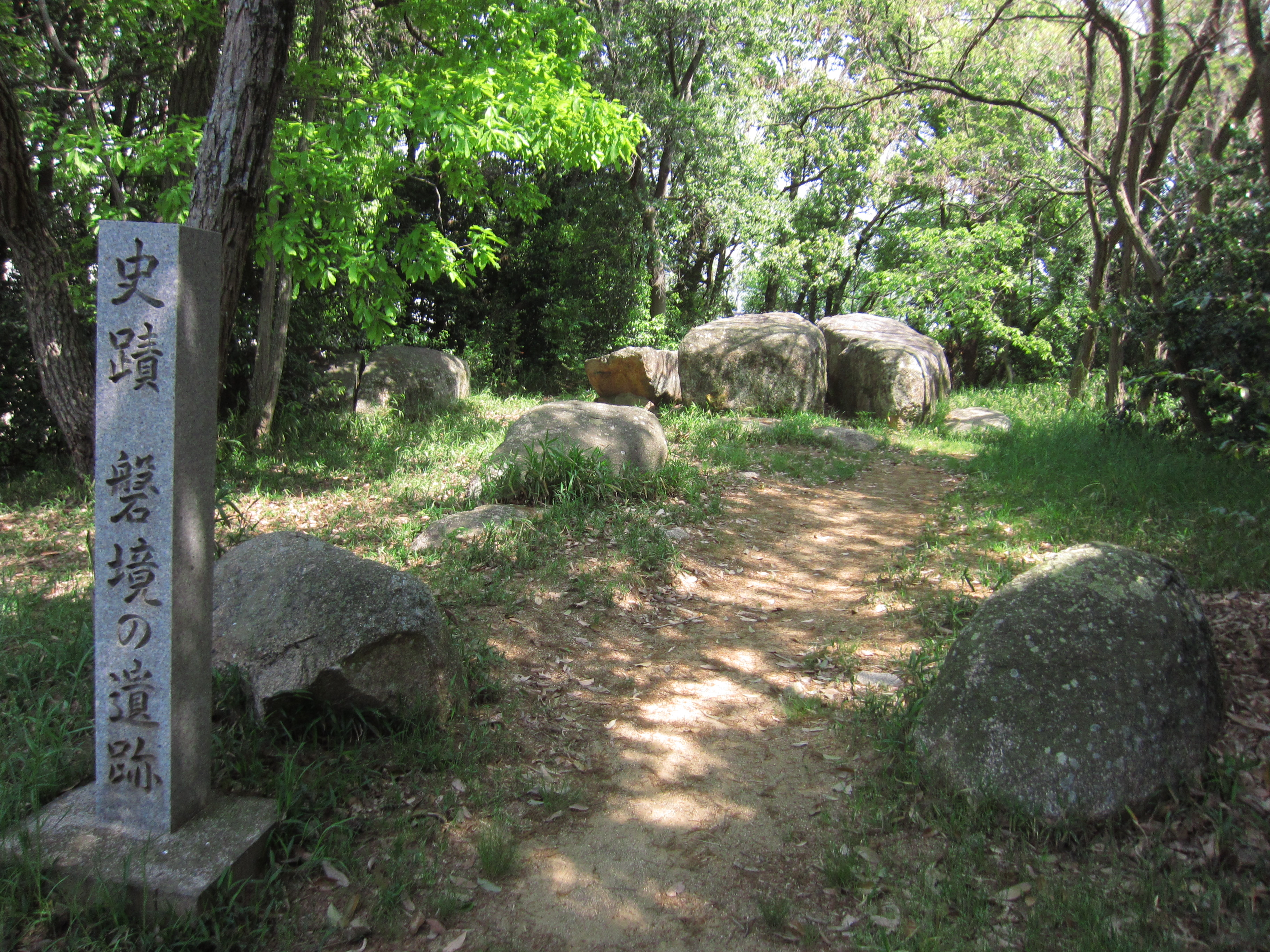
磐境の遺跡 社殿裏手に所在。

## 摂末社

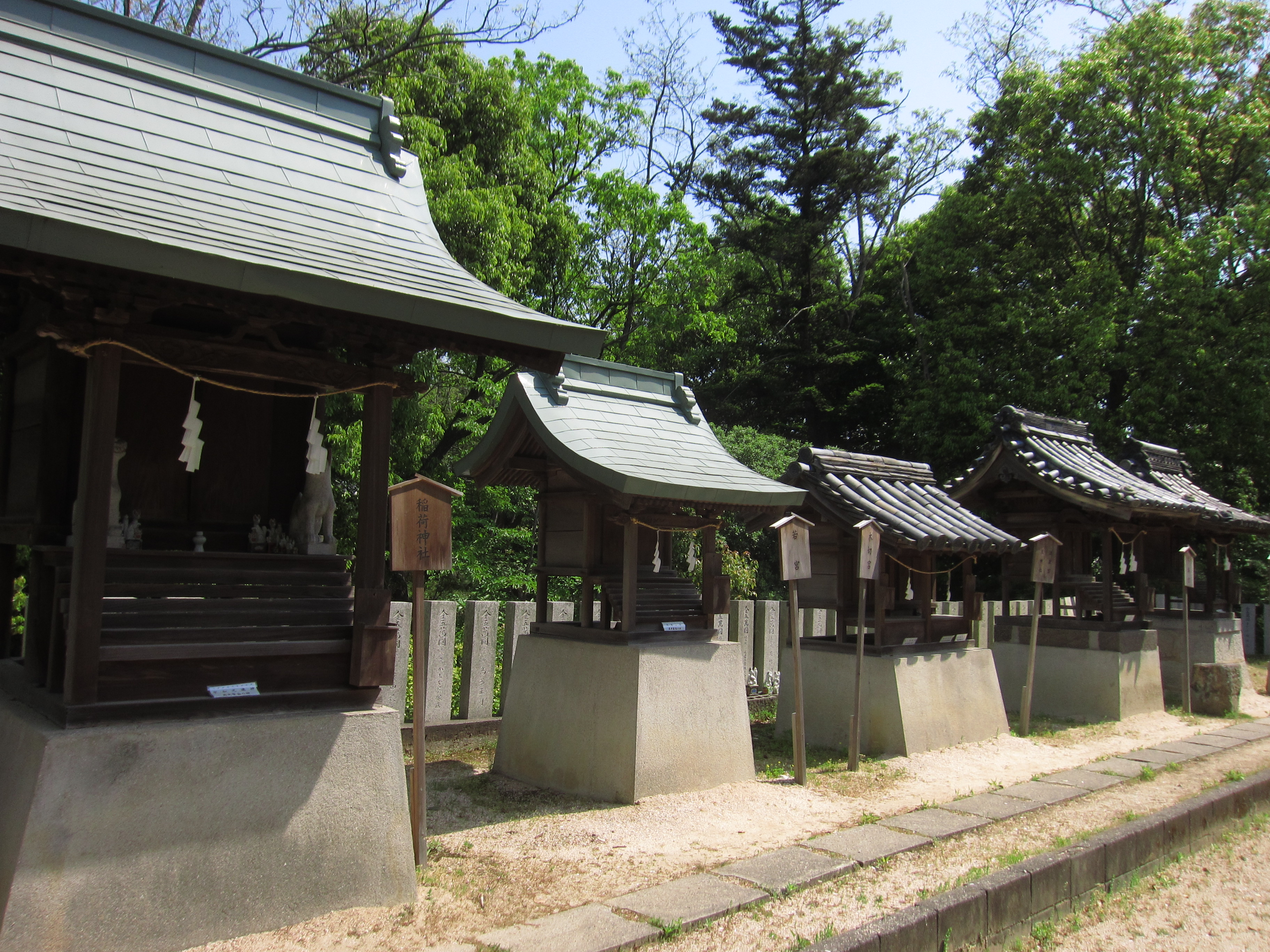
摂末社

- 稲荷神社 - 祭神：宇加之魂神
- 若宮 - 祭神：天香山命
- 木切宮 - 祭神：句々廼馳命
- 荒神社 - 祭神：素盞鳴命
- 注連宮 - 祭神：天細女神
- 天満宮 - 祭神：菅原道真公
- 前御前宮 - 祭神：猿田毘古命

## 祭事
- 祈年祭 （5月第2日曜日）
- 夏祭 （7月29日）
- 例大祭 （10月20日・21日）

## 現地情報
所在地
- 岡山県岡山市北区京山2-2-2

交通アクセス
- 最寄駅：JR西日本岡山駅 （徒歩約20分）